# Свон-Квортер (Північна Кароліна)
Свон-Квортер (англ. Swan Quarter) — переписна місцевість (CDP) в США, в окрузі Гайд штату Північна Кароліна. Населення — 275 осіб (2020).

## Географія
Свон-Квортер розташований за координатами 35°24′47″ пн. ш. 76°19′11″ зх. д. / 35.41306° пн. ш. 76.31972° зх. д. (35.413034, -76.319711).  За даними Бюро перепису населення США в 2010 році переписна місцевість мала площу 10,24 км², з яких 10,23 км² — суходіл та 0,01 км² — водойми.

### Клімат
| Клімат : Свон-Квортер        | Клімат : Свон-Квортер | Клімат : Свон-Квортер | Клімат : Свон-Квортер | Клімат : Свон-Квортер | Клімат : Свон-Квортер | Клімат : Свон-Квортер | Клімат : Свон-Квортер | Клімат : Свон-Квортер | Клімат : Свон-Квортер | Клімат : Свон-Квортер | Клімат : Свон-Квортер | Клімат : Свон-Квортер | Клімат : Свон-Квортер |
| Показник                     | Січ.                  | Лют.                  | Бер.                  | Квіт.                 | Трав.                 | Черв.                 | Лип.                  | Серп.                 | Вер.                  | Жовт.                 | Лист.                 | Груд.                 | Рік                   |
| Абсолютний максимум, °C      | 26,7                  | 28,9                  | 30,0                  | 33,9                  | 35,6                  | 37,2                  | 37,8                  | 36,7                  | 36,1                  | 33,9                  | 29,4                  | 25,6                  | 37,8                  |
| Середній максимум, °C        | 11,7                  | 12,8                  | 17,2                  | 21,7                  | 25,6                  | 28,9                  | 31,1                  | 30,6                  | 28,3                  | 23,3                  | 18,3                  | 14,4                  | 22,0                  |
| Середня температура, °C      | 6,1                   | 7,2                   | 11,1                  | 15,6                  | 20,0                  | 23,9                  | 26,7                  | 25,6                  | 23,3                  | 17,8                  | 12,8                  | 8,9                   | 16,6                  |
| Середній мінімум, °C         | 0,6                   | 1,1                   | 4,4                   | 8,9                   | 14,4                  | 18,3                  | 21,7                  | 20,6                  | 17,8                  | 11,7                  | 6,7                   | 2,8                   | 10,8                  |
| Абсолютний мінімум, °C       | −24,4                 | −12,2                 | −8,3                  | −2,2                  | 1,1                   | 5,6                   | 4,4                   | 6,1                   | 4,4                   | −5                    | −9,4                  | −14,4                 | −24,4                 |
| Норма опадів, мм             | 124                   | 87                    | 104                   | 82                    | 106                   | 113                   | 128                   | 165                   | 137                   | 110                   | 88                    | 92                    | 1336                  |
| ---------------------------- | --------------------- | --------------------- | --------------------- | --------------------- | --------------------- | --------------------- | --------------------- | --------------------- | --------------------- | --------------------- | --------------------- | --------------------- | --------------------- |
| Джерело: The Weather Channel |                       |                       |                       |                       |                       |                       |                       |                       |                       |                       |                       |                       |                       |

## Демографія
Згідно з переписом 2010 року, у переписній місцевості мешкали 324 особи в 151 домогосподарстві у складі 93 родин. Густота населення становила 32 особи/км².  Було 205 помешкань (20/км²).
Расовий склад населення:
| - 64,5 % — білих - 27,5 % — чорних або афроамериканців - 4,6 % — осіб інших рас |

До двох чи більше рас належало 3,4 %. Частка іспаномовних становила 7,4 % від усіх жителів.
За віковим діапазоном населення розподілялося таким чином: 19,1 % — особи молодші 18 років, 63,0 % — особи у віці 18—64 років, 17,9 % — особи у віці 65 років та старші. Медіана віку мешканця становила 49,0 року. На 100 осіб жіночої статі у переписній місцевості припадало 98,8 чоловіків;  на 100 жінок у віці від 18 років та старших — 101,5 чоловіків також старших 18 років.
За межею бідності перебувало 10,8 % осіб, у тому числі 0,0 % дітей у віці до 18 років та 0,0 % осіб у віці 65 років та старших.
Цивільне працевлаштоване населення становило 239 осіб. Основні галузі зайнятості: публічна адміністрація — 50,6 %, освіта, охорона здоров'я та соціальна допомога — 49,4 %.